# Euthalia leopardina
Euthalia leopardina är en fjärilsart som beskrevs av Hans Fruhstorfer 1913. Euthalia leopardina ingår i släktet Euthalia och familjen praktfjärilar. Inga underarter finns listade i Catalogue of Life.